# Ana Fani Alessandri Carlos
Ana Fani Alessandri Carlos (São Paulo, 22 de maio de 1952) é uma geógrafa brasileira. Uma das autoridades em geografia urbana do país.

## Biografia
Ana Fani nasceu em São Paulo, em 1952, em uma família italiana do bairro da Barra Funda. Ingressou no curso de Geografia da Universidade de São Paulo, em 1971, onde se formou em 1975. Fez mestrado, defendido em 1978, e doutorado, defendido em 1987, com orientação da professora Léa Goldenstein.
Realizou pós-doutorado na Universidade de Paris VII (1989) e na Universidade de Paris 1 Pantheon-Sorbonne (1996), defendendo sua Livre docência no Departamento de Geografia da Universidade de São Paulo no ano 2000, com a monografia Espaço-tempo no cotidiano da metrópole.
É professora titular do Departamento de Geografia da Universidade de São Paulo, coordenadora do Grupo de Estudos sobre São Paulo. Sua pesquisa se dedica quase que com exclusividade à metrópole paulistana e as transformações espaciais derivadas do desenvolvimento da capital. Mais recentemente, a professora tem se debruçado na construção da metageografia.
Foi professora na Universidade de Barcelona e na Universidade de Buenos Aires.

## Livros publicados
- Espaço e indústria. São Paulo: Editora Contexto/Edusp, 1ª edição 1992, 4a edição 1992., 5 edição 1995, 7ª edição 1997, 70 p.
- Os Caminhos da Reflexão Sobre a Cidade e o Urbano. Edusp, 1994, 391 p.[7]
- A cidade, São Paulo: Editora Contexto, 1ª edição 1991, 2ª edição 1995. (Coleção Repensando a Geografia), 98 p.
- A (re)produção do espaço urbano. São Paulo: Editora da Universidade de São Paulo, 1994, 270 pg.
- O lugar no/do mundo. São Paulo: Hucitec, 1996, 150 p. segunda edição no prelo.[8]
- Espaço - tempo na metrópole. Editora Contexto. São Paulo, 2001 368 páginas.
- Geografias de São Paulo. Editora Contexto. Ana Fani Alessandri Carlos e Ariovaldo Umbelino de Oliveira, 2004, 828 pg.[9]